# دندي
دندي (بالإنجليزية:  Dundee)‏ مدينة اسكتلندية تقع في القسم الشمالي الشرقي من المملكة المتحدة. تشتهر كونها مدينة علم يقصدها الطلاب من مختلف أنحاء العالم للدراسة في جامعتها. تشتهر بأبنيتها القديمة والتي يعود تاريخها إلى القرن التاسع عشر.

## المناخ
يظهر الجدول التالي التغييرات المناخية على مدار السنة لدندي:
| البيانات المناخية لـدندي                                    | البيانات المناخية لـدندي | البيانات المناخية لـدندي | البيانات المناخية لـدندي | البيانات المناخية لـدندي | البيانات المناخية لـدندي | البيانات المناخية لـدندي | البيانات المناخية لـدندي | البيانات المناخية لـدندي | البيانات المناخية لـدندي | البيانات المناخية لـدندي | البيانات المناخية لـدندي | البيانات المناخية لـدندي | البيانات المناخية لـدندي |
| الشهر                                                       | يناير                    | فبراير                   | مارس                     | أبريل                    | مايو                     | يونيو                    | يوليو                    | أغسطس                    | سبتمبر                   | أكتوبر                   | نوفمبر                   | ديسمبر                   | المعدل السنوي            |
| ----------------------------------------------------------- | ------------------------ | ------------------------ | ------------------------ | ------------------------ | ------------------------ | ------------------------ | ------------------------ | ------------------------ | ------------------------ | ------------------------ | ------------------------ | ------------------------ | ------------------------ |
| الدرجة القصوى °م (°ف)                                       | 14.6 (58.3)              | 15.2 (59.4)              | 21.6 (70.9)              | 22.9 (73.2)              | 23.7 (74.7)              | 27.8 (82.0)              | 29.3 (84.7)              | 28.7 (83.7)              | 25.0 (77.0)              | 22.8 (73.0)              | 16.7 (62.1)              | 14.5 (58.1)              | 29.3 (84.7)              |
| متوسط درجة الحرارة الكبرى °م (°ف)                           | 6.4 (43.5)               | 6.9 (44.4)               | 9.1 (48.4)               | 11.5 (52.7)              | 14.4 (57.9)              | 17.1 (62.8)              | 19.3 (66.7)              | 19.2 (66.6)              | 16.5 (61.7)              | 12.7 (54.9)              | 9.1 (48.4)               | 6.5 (43.7)               | 12.4 (54.3)              |
| متوسط درجة الحرارة الصغرى °م (°ف)                           | 0.7 (33.3)               | 1.0 (33.8)               | 2.2 (36.0)               | 3.9 (39.0)               | 6.3 (43.3)               | 9.1 (48.4)               | 11.0 (51.8)              | 10.9 (51.6)              | 8.9 (48.0)               | 6.1 (43.0)               | 3.0 (37.4)               | 0.7 (33.3)               | 5.3 (41.5)               |
| أدنى درجة حرارة °م (°ف)                                     | −17.1 (1.2)              | −11.2 (11.8)             | −10.0 (14.0)             | −4.4 (24.1)              | −2.3 (27.9)              | −0.7 (30.7)              | 2.8 (37.0)               | 1.7 (35.1)               | −0.6 (30.9)              | −3.4 (25.9)              | −10.4 (13.3)             | −12.7 (9.1)              | −17.1 (1.2)              |
| الهطول مم (إنش)                                             | 71.1 (2.80)              | 47.2 (1.86)              | 53.3 (2.10)              | 46.3 (1.82)              | 48.1 (1.89)              | 57.3 (2.26)              | 56.9 (2.24)              | 64.6 (2.54)              | 65.7 (2.59)              | 82.0 (3.23)              | 68.4 (2.69)              | 61.2 (2.41)              | 722.0 (28.43)            |
| ساعات سطوع الشمس الشهرية                                    | 53.6                     | 77.3                     | 116.2                    | 145.9                    | 191.2                    | 166.4                    | 174.3                    | 166.3                    | 126.0                    | 95.9                     | 69.8                     | 43.1                     | 1٬426٫3                  |
| المصدر #1: KNMI/ Royal Netherlands Meteorological Institute |                          |                          |                          |                          |                          |                          |                          |                          |                          |                          |                          |                          |                          |
| المصدر #2: Met Office                                       |                          |                          |                          |                          |                          |                          |                          |                          |                          |                          |                          |                          |                          |

## التوأمة
- أورليان، فرنسا (1946)
- زادار، كرواتيا (1959)
- الإسكندرية، فرجينيا، الولايات المتحدة (1962)
- فورتسبورغ، ألمانيا (1962)
- نابلس، فلسطين. (1980)
- دبي، الإمارات العربية المتحدة. (2004)
- ويست دندي، إلينوي، الولايات المتحدة (2013)

## أعلام
- أليكس هاميلتون
- بيتير لوريمر
- جورج غالوي
- رالف ميلن
- جون بلايفير
- وليام كيد
- جورج أندرسون
- روني ستيفنسون
- تشارلي آدم
- أليكس فوربس